# Ferenc Karinthy
Pour les articles homonymes, voir Karinthy.
Dans le nom hongrois Karinthy Ferenc, le nom de famille précède le prénom, mais cet article utilise l’ordre habituel en français Ferenc Karinthy, où le prénom précède le nom.
Ferenc Karinthy est un écrivain et dramaturge hongrois né à Budapest le 2 juin 1921 et mort dans la même ville le 29 février 1992. Il est le fils du célèbre écrivain et journaliste hongrois Frigyes Karinthy (1887-1938). Linguiste de formation, il est l'auteur d’Epépé, roman à la tonalité kafkaïenne, dans lequel un linguiste se rendant à un congrès à Helsinki se trompe d'avion, et se retrouve dans un pays dont il ne comprend ni le langage, ni l'écriture, malgré ses compétences évidentes dans ces domaines.

## Biographie
Fils de Frigyes Karinthy, il est élevé dans un milieu où la culture et l'étude des langues sont fortement valorisées. De 1941 à 1945, il fait des études de littératures hongroise, italienne et anglaise, ainsi que de linguistique, à l'université catholique Péter Pázmány de Budapest. En 1947, il obtient des bourses d'études qui lui permettent de se rendre en France, en Suisse et en Italie.
Il amorce sa carrière littéraire pendant ses études universitaires et obtient le prestigieux prix Baumgarten en 1948. Il est auteur en résidence pour le Théâtre national de Hongrie pendant la saison 1949-1950.
Récompensé à trois reprises (1950, 1954, 1974) par le prix Attila-József, il est, entre 1951 et 1953, un collaborateur aux journaux Szabad Nép et Magyar Nemzet. Les trois années suivantes, il est de nouveau auteur en résidence, cette fois pour le théâtre Madách de Budapest.
En 1955, il reçoit le prix Kossuth.
Traducteur, il signe, à partir de 1957, les traductions en hongrois d'œuvres de Machiavel et de Molière, ainsi que des œuvres d'auteurs grecs, anglais, italiens et allemands.
Grand sportif, il est également joueur de haut-niveau de water-polo pendant les années 1960.
Choisi de nouveau, entre 1965 et 1975, comme auteur en résidence pour les théâtres de Miskolc, Szeged et Debrecen, il met en suspens ce privilège, pendant la saison 1968-1969, pour donner une série de conférences aux États-Unis. Il sera invité, de 1972 à 1976, par diverses associations d'écrivains aux États-Unis, en Australie, en URSS et à Cuba.
Il meurt à Budapest le 29 février 1992.

## Œuvres
Liste non exhaustive
- Don Juan éjszakája (1943)
- Szellemidézés (1947)
- Budapesti tavasz (1953)
- Hazai tudósítások (1954)
- Irodalmi történetek (1956)
- Ferencvárosi szív (1959)
- Négykezes (1967)
- Epepe (1970) Publié en français sous le titre Épépé, traduit par Judith et Pierre Karinthy, éditions In-Fine, 1996  (ISBN 2-84112-037-6) ; réédition, Denoël, coll. « Denoël & d'ailleurs », 1999  (ISBN 2-207-24837-2) ; réédition, Zulma, coll. « Z/a » no 5, 2013  (ISBN 978-2-84304-660-5)
- Aranyidő (1972) Publié en français sous le titre L'Âge d'or, Judith et Pierre Karinthy, éditions Mille et une nuits, coll. « Petite collection » no 154 1997  (ISBN 2-84205-128-9) ; réédition, Denoël, coll. « Denoël & d'ailleurs », 2005  (ISBN 2-207-25527-1)
- Harminchárom (1977)
- Budapesti ősz (1982) Publié en français sous le titre Automne à Budapest, traduit par Judith Karinthy, éditions In-Fine, coll. « Domaine hongrois », 1992  (ISBN 2-84-046008-4)
- Napló (1994)